# Caso Employment Division v. Smith
Employment Division, Department of Human Resources of Oregon v. Smith (1990), é um caso da Suprema Corte dos Estados Unidos que considerou que o estado poderia negar benefícios de desemprego a uma pessoa demitida por violar uma proibição estadual do uso de peiote, mesmo que o uso da droga fizesse parte de um ritual religioso. Embora os estados tenham o poder de acomodar atos ilegais realizados em busca de crenças religiosas, eles não são obrigados a fazê-lo.